# Heterocuma sarsi
Heterocuma sarsi är en kräftdjursart som beskrevs av Edward J. Miers 1879. 
Heterocuma sarsi ingår i släktet Heterocuma och familjen Bodotriidae. Inga underarter finns listade i Catalogue of Life.